# شم‌النسیم

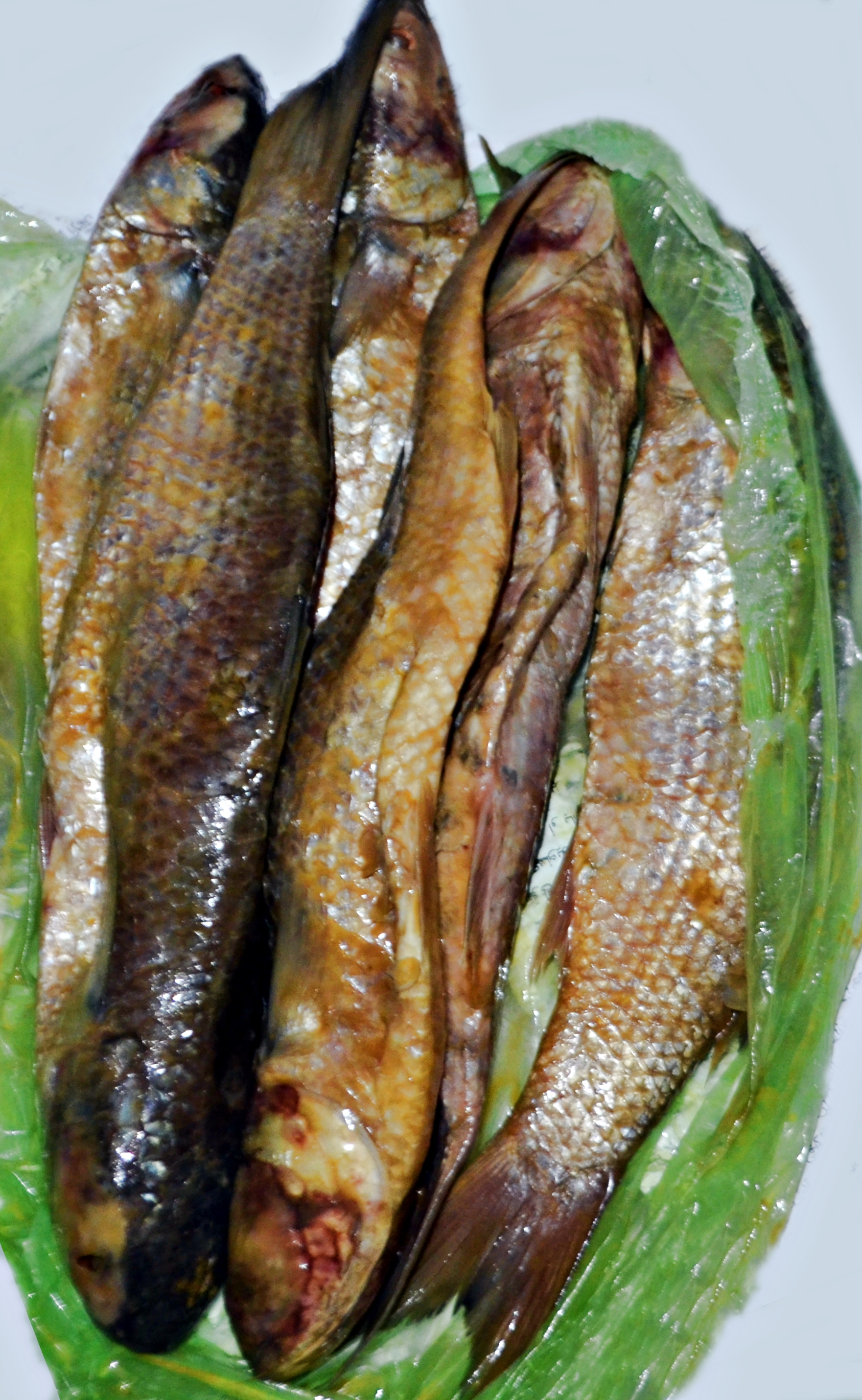
ماهی فسیخ، خوراک مخصوص این عید

شم‌النسیم یکی از عیدها در کشور مصر است که در روز دوشنبه عید پاک (روز بعد از عید پاک) تقویم مسیحیت شرقی جشن گرفته می‌شود.
شم‌النسیم از یکی از جشن‌های قبطی قدیم مصر به مناسبت اعتدال بهاری ریشه گرفته‌است. عید شم‌النسیم را می‌توان با روز سیزده‌بدر در ایران مقایسه کرد، خود واژه شم‌النَسیم به معنای «لذت بردن از نسیم» است.
در این روز بیشتر مردم از خانه‌ها بیرون می‌روند و رو به سوی باغ‌ها و کشتزارها و جاهای سرسبز می‌گذارند و از صبح تا غروب در بیرون از شهر می‌مانند. در این روز مردم انواع خوراکی‌ها را باخودشان برمی‌دارند ولی چیزی که در این روز مهم و قابل توجه‌است یک نوع ماهی است به نام «فَسیخ» که لازم است همراه تمام مردم باشد.
فسیخ نوعی ماهی کوچک است که در نمک گذاشته شده‌است و بوی زننده‌ای دارد، این ماهی را از یک سال قبل برای این روز تهیه می‌کنند.
سلیمان توفیق شاعر و روزنامه‌نگار مصری دربارهٔ این مراسم می‌گوید:
"در این روز، از زن و مرد، خرد و کلان برای خود نوشیدنی و غذا برمی‌دارند و تمام روز را در ساحل رود نیل سپری می‌کنند. در آن جا، همه با هم آواز می‌خوانند و شادی می‌کنند.
به گفتهٔ توفیق، شم النسیم همیشه در اواخر ماه مارس یعنی هفتهٔ نخست فروردین برگزار می‌شود، زمانی که سواحل نیل سرسبز و پرشکوفه است".

## تاریخ
طبق سالنامه‌های نوشته شده توسط پلوتارک در قرن اول میلادی، مصریان باستان در جشنوارهٔ بهار معروف به شمو ماهی نمک‌سود، کاهو و پیاز را به خدایان خود پیشکش می‌کردند.
پس از مسیحی شدن مصر، این جشنواره با دیگر جشنوارهٔ بهار مسیحیان، عید پاک مرتبط شد. با گذشت زمان، شمو به شکل و تاریخ فعلی خود درآمد. تاریخ عید پاک و بنابراین دوشنبه عید پاک با توجه به روش محاسبهٔ مسیحیان شرقی توسط کلیسای ارتدوکس قبطی، بزرگترین فرقهٔ مسیحیان در مصر تعیین می‌شود و پس از تسخیر اسلامی مصر، این جشن همچنان در روز دوشنبه عید پاک قرار دارد. تقویم اسلامی قمری است و نسبت به سال شمسی ثابت نیست، بنابراین تاریخ شم النسیم در تاریخ مرتبط با مسیحیان باقی مانده‌است. با عربی شدن مصر، اصطلاح شمو در شم‌النسیم یک تطابق آوایی-معنایی شدید پیدا کرد، و معنی «بوئیدن نسیم» به خود گرفت که به‌طور دقیق حال و هوای این جشنوارهٔ بهاری را نشان می‌دهد.